# NGC 5668
NGC 5668 is een spiraalvormig sterrenstelsel in het sterrenbeeld Maagd. Het hemelobject werd op 29 april 1786 ontdekt door de Duits-Britse astronoom William Herschel.

## Synoniemen
- UGC 9363
- MCG 1-37-28
- ZWG 47.90
- IRAS 14309+0440
- PGC 52018